# Astrosporina subclavata
Astrosporina subclavata är en svampart som beskrevs av E. Horak 1978. Astrosporina subclavata ingår i släktet Astrosporina och familjen Inocybaceae.   Inga underarter finns listade i Catalogue of Life.